# Zequinha
José Ferreira Franco bedre kendt som Zequinha (18. november 1934 – 25. juli 2009) var en brasiliansk fodboldspiller (midtbane), der med Brasiliens landshold vandt guld ved VM i 1962 i Chile. Han var dog ikke på banen i turneringen. I alt nåede han at spille 16 landskampe og score to mål.
Zequinha spillede på klubplan primært hos São Paulo-storklubben Palmeiras. Her var han med til at vinde adskillige titler, blandt andet tre statsmesterskaber i São Paulo. Han var i en kortere periode også tilknyttet Fluminense, og var desuden udlandsprofessionel i USA.